# Самсарский хребет
Самсарский хребет (груз. სამსრის ქედი) — меридиональный хребет в Грузии. Отделяет бассейны рек Паравани и Храми, правых притоков Куры. Длина — 75 км. Наибольшая высота — 3301 м (Диди-Абули).
Самсарский хребет сложен преимущественно трахитовыми лавами. В центре Самсарского хребта высится вершина Самсари (3284 м), расположенная между озёрами Табацкури и крупнейшим в Грузии озером Паравани. Древнеледниковые формы рельефа (кары, троги, цирки). Климат на хребте самый суровый в Грузии: лето короткое и прохладное, зима необычно холодная (морозы от −25 °C до −35 °C). Лесов на плато нет.